# Метод прекинутог сношаја
Метод прекинутог сношаја (лат. coitus interruptus) јесте једна од најстаријих метода контрацепције, при којој ејакулат мушкарца завршава изван вагине.
Раније се сматрала успешном методом да би се избегло зачење. Неки парови и данас успешно примењују ову методу као заштиту од нежељене трудноће. Медицински термин за ову појаву осмислио је Виљем Гудвел. Савремена медицина наводи овај метод као један од најнепоузданијих метода контрацепције.